# تیری مورین
تیری مورین (انگلیسی: Thierry Morin؛ زادهٔ ۱۲ دسامبر ۱۹۵۷) بازیکن فوتبال اهل فرانسه است.
از باشگاه‌هایی که در آن بازی کرده‌است می‌توان به باشگاه فوتبال پاری سن ژرمن و باشگاه فوتبال ستاره سرخ اشاره کرد.